# Leptacis flavosignata
Leptacis flavosignata är en stekelart som först beskrevs av Jean-Jacques Kieffer 1912.  Leptacis flavosignata ingår i släktet Leptacis och familjen gallmyggesteklar. Inga underarter finns listade i Catalogue of Life.